# Alexander Yarin
Alexander L. Yarin é um engenheiro russo-americano, actualmente Professor Distinto da University of Illinois, Chicago e um membro eleito da American Physical Society.